# Jack Hills

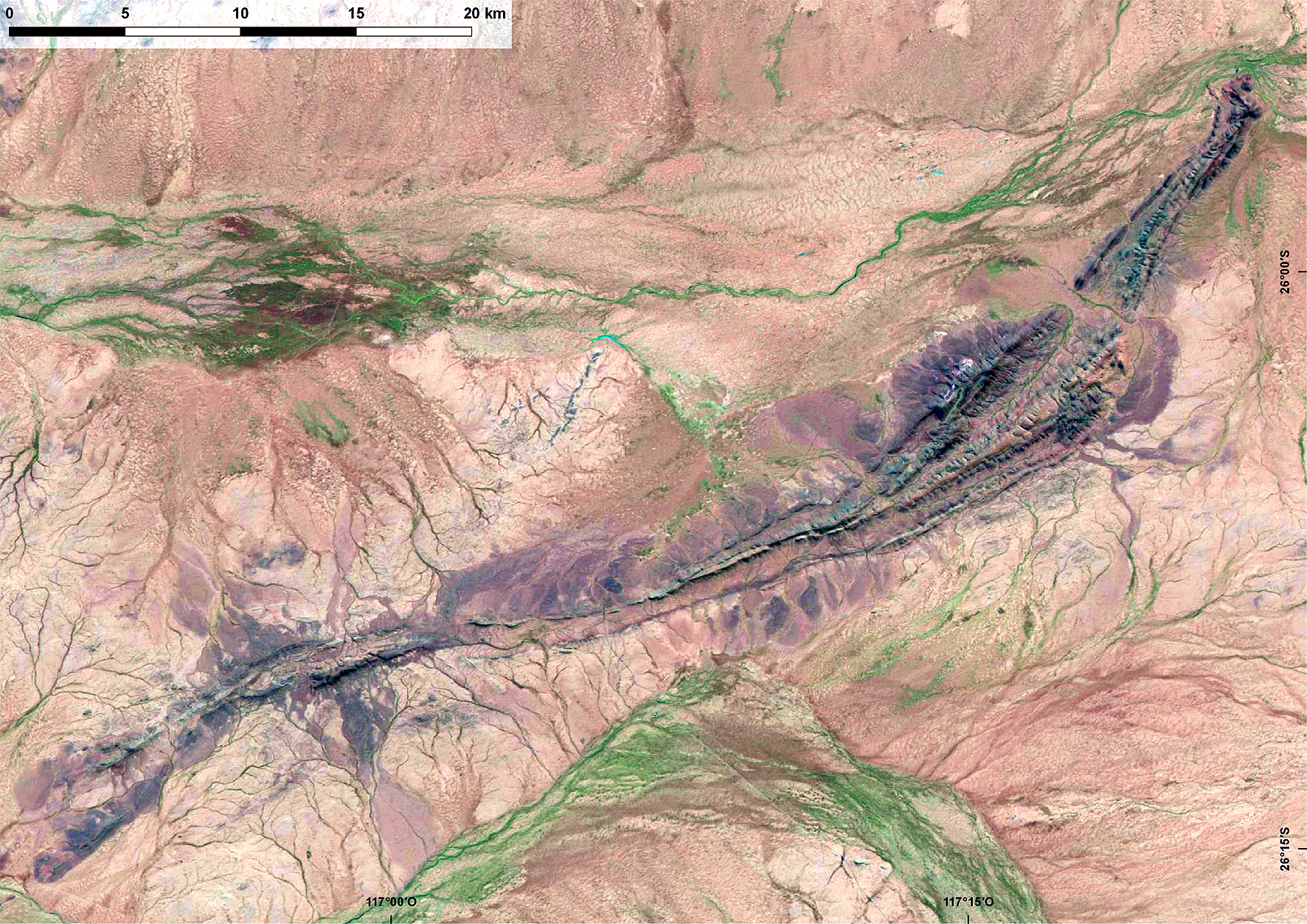
Immagine satellitare delle Jack Hills

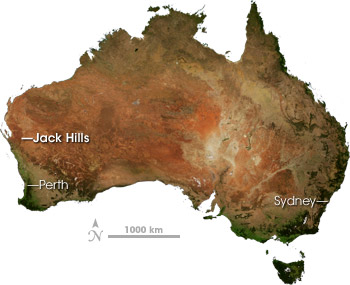
Ubicazione delle Jack Hills in Australia

Le Jack Hills sono una catena collinare dell'area centro-occidentale dell'Australia Occidentale.
Le Jack Hills sono principalmente note per essere il luogo di ritrovamento del più antico materiale di origine terrestre oggi noto: gli zirconi che si formarono circa 4,4 miliardi di anni fa.
Questi zirconi hanno permesso alla ricerca di conoscere le condizioni sulla Terra nell'Adeano.

## Geografia
Questa catena collinare si trova al confine tra la Contea di Murchison e la Contea di Meekatharra, a sud del Murchison River, circa 800 kilometri a nord di Perth.

## Geologia
Le Jack Hills sono situate nel Narryer Gneiss Terrane del Cratone Yilgarn, in Australia Occidentale, e comprendono una cintura lunga 80 km, che si prolunga verso nordest, di rocce supracrustali piegate e metamorfiche.
La maggior litologia è costituita da rocce silicoclastiche sedimentarie, interpretate come depositi alluvionali di un delta.
In sequenza si riconoscono anche rocce minori femiche/ultrafemiche e banded iron bed.
La sequenza complessiva è generalmente classificata come uno gneiss a granulite, che ha subito molteplici episodi deformativi e metamorfici. L'età protolitica del Narryer Gneiss Terrane è variabile, ma in generale si ritiene che superi i 3,6 miliardi di anni.

### I più antichi zirconi della Terra
In queste rocce sono stati rinvenuti zirconi detritici con età superiori ai 4 miliardi di anni e uno zircone di 4404 +/-8 milioni di anni è stato trovato sulla Eranondoo Hill; questo è il materiale più antico datato che abbia avuto origine terrestre; la data si colloca nell'era Criptica dell'Adeano.
Questi zirconi sono stati rinvenuti all'interno di un'unità della sequenza supracrustale, un conglomerato metamorfico ritenuto avere circa 3 miliardi di anni.
Data la natura detritica dell'unità rocciosa, gli zirconi hanno avuto origine da rocce preesistenti che furono erose dagli eventi atmosferici e il cui sedimento risultante si depositò come roccia sedimentaria.
Gli zirconi e vari aspetti della loro geochimica danno prova dell'esistenza di una crosta di tipo continentale sulla superficie terrestre durante l'eone Adeano, in contrasto con opinioni precedenti sulle prime fasi della storia della Terra.
Inoltre, i rapporti isotopici dell'ossigeno negli zirconi dimostrano la presenza di acqua liquida sulla superficie, se non addirittura di un oceano acquatico, anche questo in contrasto con idee precedenti sulla storia della Terra, che per quest'epoca ritenevano possibile solo l'esistenza di un oceano di magma.
La teoria relativa a condizioni umide e fresche prima dell'Intenso bombardamento tardivo è stata sostenuta e diffusa con il nome di Cool Early Earth ("Terra primordiale fresca").

### Geologia economica
La formazione a banded iron bed delle Jack Hills è il sito di una piccola miniera di sabbia ferrosa esercita dalla società Crosslands Resources (un'associazione d'impresa al 50% tra la Murchison Mines e Mitsubushi Development), che esporta 3 milioni di tonnellate all'anno di sabbia ferrosa contenente ematite detritica di alta qualità attraverso il porto di Geraldton. La società progetta di espandere le attività per includere l'estrazione delle banded iron bed che contengono magnetite.
Altre società che operano nell'area stanno programmando l'apertura di importanti miniere di sabbie ferrose costituite da magnetite in banded iron bed.

## Conservazione
Grazie alla loro importanza quali siti di ricerca geologica, nel 2003 le Jack Hills furono selezionate per l'inserimento nel Register of the National Estate.
Al 2009 si trovano in un elenco provvisorio dei luoghi formalmente proposti per l'inserimento nel Registro.